# Mandschurosaurus
Mandschurosaurus è un genere estinto di dinosauro adrosauride, vissuto nel tardo Cretaceo, circa 66 milioni di anni in China.

## Tassonomia
Il Mandschurosaurus è stato nominato per la prima volta come una nuova specie di Trachodon, T. amurensis, da Anatoly Riabinin nel 1925 sulla base di uno scheletro incompleto dalle rive del fiume Amur in Cina. Riabinin (1930) decise in seguito che T. amurensis era sufficientemente distinto da garantire il proprio genere, Mandschurosaurus ("lucertola della Manciuria"). Brett-Surman (1979) ha considerato Mandschurosaurus un nomen dubium (seguito da Godefroit et al., 2000, 2001 e Horner et al. 2004).